# 马恩河畔圣瓦利耶
马恩河畔圣瓦利耶（法語：Saint-Vallier-sur-Marne，法語發音：[sɛ̃ valje syʁ maʁn]）是法国上马恩省的一个市镇，属于朗格勒区。

## 地理
马恩河畔圣瓦利耶（47°50'10"N, 5°23'39"E）面积6.64 平方千米，位于法国大東部大區上马恩省，该省份为法国东北部内陆省份，北起马恩省和默兹省，西接奥布省，西南接科多尔省，东南接上索恩省，东临孚日省。
与马恩河畔圣瓦利耶接壤的市镇（或旧市镇、城区）包括：沙兰德雷、沙特奈马什龙、屈尔蒙、朗格勒、圣莫里斯、圣若姆。

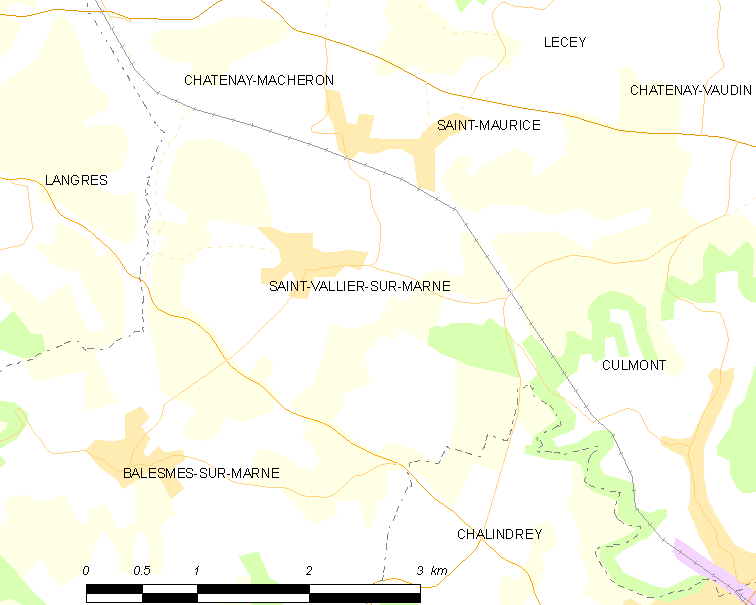
马恩河畔圣瓦利耶的OSM定位图

马恩河畔圣瓦利耶的时区为UTC+01:00、UTC+02:00（夏令时）。

## 行政
马恩河畔圣瓦利耶的邮政编码为52200，INSEE市镇编码为52457。

## 政治
马恩河畔圣瓦利耶所属的省级选区为沙兰德雷县。

## 人口

1962-2008年间马恩河畔圣瓦利耶人口变化图示

马恩河畔圣瓦利耶于2022年1月1日时的人口数量为173人。